# Ricercare
Het ricercare is de voorloper van de fuga ten tijde van de vierde generatie van de Franco-Vlaamse School.
Het ricercare is een instrumentaal motet, zonder tekst. Juist omdat de tekst achterwege wordt gelaten biedt dit voor de componist de mogelijkheid om de thema-inzet vaker te gebruiken dan bij een vocaal motet mogelijk zou zijn. In vergelijking met de later ontstane fuga is het ricercare in zekere zin complexer van opzet. Een fuga gaat in de meeste gevallen uit van maar één thema terwijl het ricercare er meerdere kan hebben.
Uit het ricercare met één thema (het monothematische ricercare) is later de fuga ontstaan. De thema's beginnen veelal eerst op de tonica en daarna op de dominant, wat de grondbeginselen zijn van de dux en comes van de fuga.
Voorbeelden van een ricercare zijn ook bij latere componisten terug te vinden, zoals bij Sweelinck's Ricercare no. 35 in d klein.